# East Kip
Der East Kip ist ein 534 m hoher Hügel in der Kette der Pentland Hills. Er liegt im Westen der schottischen Council Area Midlothian an der Ostflanke der rund 25 km langen Hügelkette. Die Kleinstadt Penicuik befindet sich fünf Kilometer östlich. Die Nachbarhügel sind der South Black Hill und der Scald Law im Osten, der West Kip im Südwesten sowie der Hare Hill im Nordwesten.
Der Name des Hügels enthält das im Altschottischen gebräuchliche Wort Kip, welches ein Objekt mit nach oben gerichteter Spitze beschreibt, speziell auch einen spitzen Hügel. Möglicherweise ist es mit dem veralteten deutschen Wort „Kippe“ oder „Kipfe“ für Spitze verwandt.

## Umgebung
Mitte des 19. Jahrhunderts wurde der Fund von bronzenen Waffen zwischen den Kips und Braid Law unweit der Eastside Farm berichtet. Über ihren Verbleib ist jedoch nichts bekannt. 500 m nordöstlich wurde im Jahre 2002 eine neolithische Axt mit einer Länge von 115 cm aufgefunden.
Weitere Spuren früherer Besiedlung finden sich am Bach Logan Burn, welcher das Tal zwischen East Kip und Hare Hill durchfließt. Das Hare Hill House war das Wohnhaus eines Schäfers und ist ein Zeugnis der hohen Bedeutung der Schafhaltung in den Pentland Hills in den vergangenen Jahrhunderten. Die Grundmauern des 9 m × 5,5 m messenden Gebäudes sind bis zu einer Höhe von einem Meter erhalten. Es schließt sich eine kleinere Struktur an, bei der es sich um eine Terrasse gehandelt haben könnte. Daneben ist ein ovales Areal eingefriedet, welches zum Sammeln der Tiere genutzt worden sein könnte. Der Standort wurde in der ersten Hälfte des 19. Jahrhunderts aufgegeben.
Entlang des Pfades zwischen East Kip und Scald Law befand sich wahrscheinlich einst ein Kreuz. Das 90 m × 85 m messende Fundament wurde im 19. Jahrhundert durch einen lokalen Bauern entfernt.

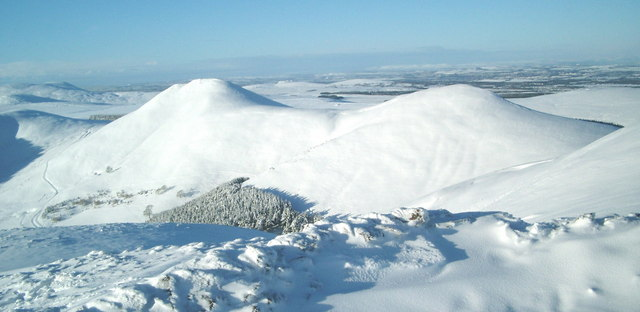
West und East Kip
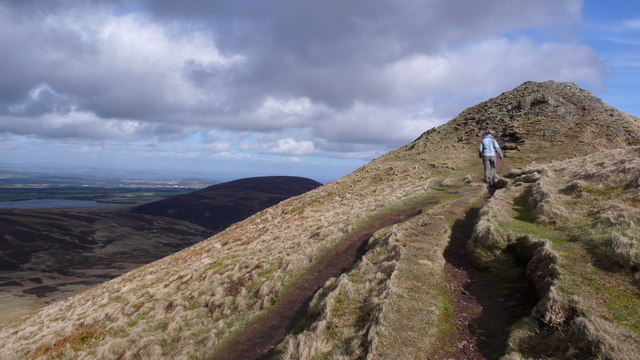
Kuppe des East Kip
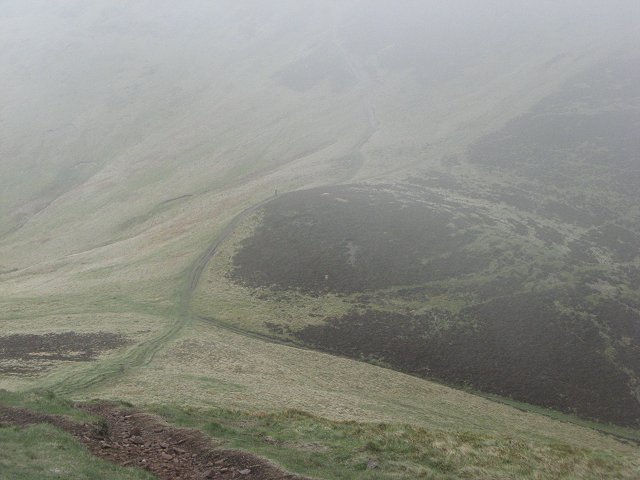
Pfad zwischen East Kip und Scald Law